# アフォンソ3世 (ポルトガル王)
アフォンソ3世（Afonso III、1210年5月5日 - 1279年2月16日）は、第5代ポルトガル王（在位：1248年 - 1279年）。ブローニュ伯でもあった（在位：1238年 - 1253年）。アフォンソ2世と王妃でカスティーリャ王アルフォンソ8世の娘ウラカ・デ・カスティーリャの次男で、第4代ポルトガル王サンシュ2世の弟。
1248年のアフォンソ3世の即位から1348年のペスト大流行に至るまでの100年は、ポルトガル史上重要な時代の一つに数えられている。アフォンソ即位前のポルトガル王国は形式上はカスティーリャ王国と主従関係に置かれていたが、アフォンソ3世は即位するとカスティーリャと友好的な関係を構築して従属関係を打ち消し、ポルトガルは完全な独立により近づいた。

## 生涯

### 即位前
1210年5月5日にアフォンソ2世とウラカの子として、首都コインブラで誕生する。
1227年にアフォンソはフランス王国を訪れ、ルイ9世の下でイングランド王ヘンリー3世と交戦した。1238年にブローニュ女伯マティルド2世と結婚し、ブローニュ伯位を得る。
アフォンソがフランスに滞在している時、ポルトガルでは兄サンシュ2世と国内の聖職者の間に衝突が起きていた。1245年にローマ教皇インノケンティウス4世は新たなポルトガル王を選出するよう指示し、サンシュに代わる王としてアフォンソに白羽の矢が立った。同年にアフォンソはパリで聖職者と協定を結び、ポルトガルに帰国した。1246年にリスボンに到着したアフォンソはポルトガル南部を拠点としてサンシュと戦うが、苦戦を強いられる。だが、サンシュが頼みにしていたカスティーリャ王国の援軍は到着せず、サンシュは王位を放棄してトレドに引き上げた。サンシュは子を遺さずに1248年にトレドで没し、アフォンソはポルトガル王位を継承した。

### 即位後
即位したアフォンソ3世は国内の支配を強化するため、ポルトガル南部に残存するイスラム教徒との戦争を開始する。1249年3月、イスラム教徒の飛び地となっていたアルガルヴェ東部のファロとシルヴェスを陥落させ、ポルトガルのレコンキスタは完了した。レコンキスタの完了後、ポルトガルの経済は略奪中心の軍事的な経済体系から生産・交易を主とする経済体系に転換していく。
1252年にカスティーリャ王に即位したアルフォンソ10世とアルガルヴェの支配権を巡って争い、翌1253年にインノケンティウス4世の仲裁によって一時的にアルガルヴェの統治権をカスティーリャに譲渡することを呑んで講和した。1263年にポルトガル・カスティーリャ間で結ばれた協定によってアルガルヴェの支配権は2歳のアフォンソ3世の王子ドン・ディニス（後のディニス1世）に与えられ、1267年までにポルトガルはアルガルヴェの領有権を確保することができた。アフォンソ3世の死後に結ばれた1297年のアルカニセス条約によって、ポルトガルとカスティーリャの国境が確定する。
1253年のカスティーリャとの和平に際して、アフォンソ3世はマティルドと離婚し、代わってアルフォンソ10世の庶出の娘ベアトリス（ベアトリーセ）と再婚した。教会はアフォンソ3世の再婚に不快感を示したが、ポルトガル国民はベアトリスを歓迎し、王妃に対する敬意を払った。1263年に教皇はアフォンソの2度目の結婚を認めたが、この時すでにベアトリスとの間にはドン・ディニスをはじめとする3人の子が生まれていた。
アフォンソ3世は民衆の支持の獲得に熱心であり、公正な裁判と保護を国民に約束した。ポルトガル内における平民（第三階級）の影響力と経済力は増していき、1254年にアフォンソ3世が開催したレイリアのコルテスには、有力コンセーリョ（地域自治体）の一員として初めて平民の代表者が参加した。アフォンソ3世は貴族、僧侶の権力から都市を庇護し、都市部からの支持を強化した。1255年には首都をコインブラからリスボンへ移した。
1275年6月、教皇グレゴリウス10世は、かつてアフォンソ3世がポルトガル王位の承認と引き換えに教会に誓った忠誠を持ち出して服従を要求した。アフォンソ3世は教会への服従を拒絶し、破門を宣告されるも死の直前に教会と和解し、1279年2月16日にリスボンで没した。
マティルドとの間に生まれたのは夭逝した一男のみであった。アフォンソ3世の死後、王位は後妻ベアトリスとの間の息子ディニスが継承した。
モル・アフォンソ、マリア・ペレス・デ・エンシャラという少なくとも2人の妾を持ち、判明しているだけで10人の非嫡出子を持った。

## 政策
アフォンソ3世の治世の全期にわたり、友人であるエステヴァン・エアネス、寵臣のジョアン・ペレス・デ・アボインが政府の重職に就いていた。長期の側近の任用は彼らの権力の濫用を助長したが、一方で行政組織の確立と運営の実践に役立った。
アフォンソ3世は教皇の後ろ盾があって即位したが教会に対して盲目的な忠誠は誓わず、ポルト司教、エヴォラ司教を除く全ての高位聖職者と対立した。教会裁判所の権限を強化しようとする教会に反発し、国王が持つ伝統的な司教叙任権の確保に腐心した。先代から実施されていた王領検地（インキリサン）を再開し、多くの高位聖職者・貴族を服従させた。インキリサンによる権力の濫用、王権の侵害の調査は父アフォンソ2世時代のものよりも苛酷であり、アフォンソ3世の在位中は貴族たちは従順な姿勢をとっていた。アフォンソ3世はサンシュ2世の支持者たちの土地を没収し、自らの支持者たちに奪った財産を分配した。
アフォンソ3世のリスボンへの遷都によって、ポルトガル南部の経済・文化的重要性が増した。アフォンソ3世は新都リスボンに強い愛着を抱き、居住条件の改善、住居・商店の所有権の独占、王領地の拡大によって町を「購入」しようと試みた。リスボン市民はアフォンソ3世の試みと手法に反感を抱いたが、アフォンソ3世は町の最大の保護者となり、町もアフォンソ3世を常に支持した。